# Sainte-Foy-lès-Lyon
Sainte-Foy-lès-Lyon – miejscowość i gmina we Francji, w regionie Owernia-Rodan-Alpy, w departamencie Rodan.
Według danych na rok 1990 gminę zamieszkiwało 21 450 osób, a gęstość zaludnienia wynosiła 3141 osób/km² (wśród 2880 gmin regionu Rodan-Alpy Sainte-Foy-lès-Lyon plasuje się na 33. miejscu pod względem liczby ludności, natomiast pod względem powierzchni na miejscu 1370.).

## Miasta partnerskie
- Lichfield, Wielka Brytania
- Kraljevo, Serbia